# Schloredt Nunatak
Schloredt Nunatak är en nunatak i Antarktis. Den ligger i Västantarktis. Inget land gör anspråk på området. Toppen på Schloredt Nunatak är 335 meter över havet.
Terrängen runt Schloredt Nunatak är huvudsakligen platt, men norrut är den kuperad. Trakten är obefolkad. Det finns inga samhällen i närheten. 